# Joël Epalle
Joël Dieudonné Martin Epalle Newaka (Matomb, 1978. február 20. –) kameruni válogatott labdarúgó.

## Sikerei, díjai

### Klub
- Panathinaikósz
  - Görög bajnok: 2003-04
  - Görög kupa: 2003-04

### Válogatott
- Kamerun
  - Olimpia: 2000
  - Afrikai nemzetek kupája: 2002